# Capela (Penafiel)
Capela é uma povoação portuguesa sede da Freguesia de Capela do Município de Penafiel, freguesia com 14,46 km² de área e 964 habitantes (censo de 2021), tendo, assim, uma densidade populacional de 66,7 hab./km².

## Demografia
A população registada nos censos foi:
| Distribuição da População por Grupos Etários | Distribuição da População por Grupos Etários | Distribuição da População por Grupos Etários | Distribuição da População por Grupos Etários | Distribuição da População por Grupos Etários |
| -------------------------------------------- | -------------------------------------------- | -------------------------------------------- | -------------------------------------------- | -------------------------------------------- |
| Ano                                          | 0-14 Anos                                    | 15-24 Anos                                   | 25-64 Anos                                   | > 65 Anos                                    |
| 2001                                         | 249                                          | 190                                          | 562                                          | 128                                          |
| 2011                                         | 173                                          | 166                                          | 576                                          | 132                                          |
| 2021                                         | 126                                          | 112                                          | 555                                          | 171                                          |

## Património
- Alto da Bandeirinha
- Capela de São Julião
- Capela de São Mateus
- Igreja Paroquial de São Tiago